# Monte Caccia
Il monte Caccia è un monte alto 680 metri situato nella provincia di Barletta-Andria-Trani, nei pressi di Spinazzola. 
È il secondo più alto rilievo della Murgia, e fa parte del parco nazionale dell'Alta Murgia e su di esso ci sono i ripetitori della Rai e di Telecom Italia Media Broadcasting e la S.R.I. del 46º reggimento Trasmissioni Vulture.